# یواس‌اس وای‌ام‌اس-۵۰
یواس‌اس وای‌ام‌اس-۵۰ (به انگلیسی: USS YMS-50) یک کشتی بود که طول آن ۱۳۶ فوت (۴۱ متر) بود. این کشتی در سال ۱۹۴۱ ساخته شد.